# 黑亞當 (電影)
《黑亞當》（英語：Black Adam）是一部於2022年上映的美國超級英雄電影，劇情改編自DC漫畫旗下的同名超級反派和反英雄角色黑亞當，本片由DC影業、新線影業、七美金影業和弗林影業聯合製作，並由華納兄弟影片負責發行。本片是2019年電影《沙贊！》的衍生作品，同時是DC擴展宇宙的第十一部電影作品。本片由亞當·席堤凱爾、羅里·海恩斯（Rory Haines）和索赫拉布·諾希爾瓦尼（Sohrab Noshirvani）聯合編劇，贊美·哥勒-施拉執導，並由巨石強森、奧迪斯·霍吉、諾亞·森迪尼奧、莎拉·夏希、馬文·坎薩林、昆塔莎·斯溫德爾、博迪·薩邦圭（Bodhi Sabongui）和皮爾斯·布洛斯南主演。
巨石強森領銜出演本片主角「黑亞當」提斯-亞當，為黑亞當首次被改編成真人版電影，此前曾設定於2019年電影《沙贊！》中登場。2017年1月，以黑亞當為主角的個人電影進入開發階段。同年7月，華納兄弟影片確認黑亞當不會出現於《沙贊！》中。10月，亞當·席堤凱爾被聘為編劇。2019年6月，贊美·哥勒-施拉確認執導影片。2020年7月，製作進入選角階段，多名DC漫畫中的角色以及美國正義協會的成員將出現於電影中。羅里·海恩斯和索赫拉布·諾希爾瓦尼確定擔當聯合編劇。電影2021年4月在喬治亞州亞特蘭大開機拍攝，2021年7月殺青。
《黑亞當》於2022年10月3日在墨西哥城舉行全球首映，2022年10月21日於美國院線上映。電影獲得外界褒貶不一的評價，影評家稱讚視覺效果、正義協會的塑造、動作場景和強森的演出表現，但詬病電影的劇本和反派角色刻劃。電影在預算為1.95至2.60億美元的情況下只收穫了3.91億美元的票房，在考慮額外營銷及發行的費用下被普遍認為是票房炸彈。華納兄弟則以家庭媒體收入以及較低的營銷預算為由對此提出異議，《Deadline》亦表示電影將收穫5200至7200萬美元的利潤，《Puck》隨後報稱華納兄弟高層認為強森與其團隊向《Deadline》洩露了與電影的盈利相關的不準確資訊。

## 劇情
公元前2600年，北非國家卡哈達的獨裁者製造了一個能賦予其佩戴者強大力量的沙巴克王冠。在試圖發動叛亂後，一位年輕的奴隸小孩被一群古老的巫師賦予了沙贊的力量，繼而成為了卡哈達的一名英雄勇士，並殺死了國王和結束了他的獨裁統治。時間來到現今，卡哈達正處於傭兵組織「國際幫」的壓迫之下。一名考古學家阿德里安娜·托馬茲與弟弟卡里姆以及同事薩米爾和伊斯梅爾·葛雷哥尋獲沙巴克王冠，卻隨即被國際幫伏擊，薩米爾亦遇害身亡。阿德里安娜閱讀咒語喚醒了沉睡中的提斯-亞當，亞當隨後屠殺了國際幫的大部分成員。
所作所為早前被公諸於世的美國政府高層兼天眼局的主管阿曼達·華勒在得悉事件後通知美國正義協會的成員卡特·哈爾協助逮捕亞當，由哈爾、肯特·尼爾森、瑪克辛·亨克爾和阿爾伯特·羅斯坦所組成的正義協會便立即趕到現場並阻止亞當。眾人向阿德里安娜解釋道亞當在他的時代並非救世主，而是一個被監禁的瘋子。此時，真實身份為國際幫卡哈達勢力首領的葛雷哥綁走了偷走王冠的阿德里安娜兒子阿蒙。亞當、阿德里安娜和協會眾人在尋獲王冠後決定以王冠來交換阿蒙，葛雷哥表示他是被亞當所殺的國王的最後一個後裔，因此想要獲得王冠並坐上王位，一心只想拯救兒子的阿德里安娜便交出了王冠。葛雷哥卻不守承諾地向阿蒙開槍，亞當在拯救阿蒙時失控爆發體內之力並意外殺死了葛雷哥，同時令阿蒙受傷昏迷。
內疚地逃走的亞當向哈爾透露卡哈達英雄的傳說被誤傳了，自己並不是卡哈達的勇士“提斯-亞當”，而是其父親；在意識到亞當的兒子胡魯特無可匹敵後，國王便下令刺客處決胡魯特一家的方式為國王報仇。胡魯特深信父親亞當是卡哈達所需要的英雄，於是便為了拯救父親而將自己的能力轉移給他，最後剩下凡人之軀而隨即遇害。崩潰暴怒的亞當屠殺了國王的所有屬下，並徹底毀滅了整個王宮，卻因而被一眾巫師傳送到永恆之石。他們的最終判斷是亞當不配擁有該能力，但只有一人在與亞當的戰鬥中存活下來，這位名叫沙贊的巫師用盡最後的力量將亞當連同王冠一起囚禁在一座墳墓中。亞當認為自己無法成為卡哈達的勇士，於是便向協會投降，並被帶到華勒的X特遣隊水下秘密基地監禁。其後，肯特在通過命運魔法頭盔窺探未來時驚見哈爾之死。
眾人在回到城市後卻意識到葛雷哥是為了重生為惡魔沙巴克的宿主而故意讓亞當在他戴上王冠時殺死他；此時的他已捲土重來奪取他的王位，正義協會趕到現場並與其對戰，但肯特其後創造了一個魔法力場禁止其餘三人進入，並表示哈爾之死需以他的犧牲來避免。肯特最後在戰死前以魔法釋放亞當，沙巴克坐上王位後開啟通往地獄之門，召喚出地獄軍團試圖剷除異己，但阿蒙召集了所有人民與與阿德里安娜、卡里姆、亨克爾和羅斯坦一同眾志成城地反抗。抱著必死決心的哈爾弧身一人奮戰，但仍然不敵沙巴克，千鈞一髮之際，亞當及時趕到並與沙巴克交戰，最終在哈爾使用肯特的命運魔法頭盔協助下成功擊殺他。協會最終與亞當交好，亞當自命稱號為「黑亞當」並負上了守護卡哈達的重擔。其後，華勒警告黑亞當將其活動範圍僅限於卡哈達，否則後果自負，並派遣超人與其當面對話。

## 演員
| 演員            | 角色                                 | 備註 |
| --------------- | ------------------------------------ | --- |
| 巨石強森        | 提斯-亞當／黑亞當                    | 來自北非國家卡哈達（Kahndaq）的反英雄，被監禁且沉睡長達5000年。能力與沙贊十分相似，被巫師沙贊賦予各種埃及神靈的力量，包括舒的耐力、荷魯斯的敏捷、阿蒙的力氣、托特的智慧、阿頓的力量和邁罕的勇氣。                        |
| 奧迪斯·霍吉     | 卡特·哈爾／鷹俠                      | 美國正義協會的會長，擁有一雙能夠飛行的人造羽翼，以外星科技為武器。 |
| 諾亞·森迪尼奧   | 阿爾伯特·「阿爾」·羅斯坦／原子粉碎者 | 美國正義協會的年輕成員，能夠控制自身的分子結構，從而改變身體的大小和密度。 |
| 莎拉·夏希       | 阿德里安娜·托馬茲                    | 在卡哈達大學任教的女教授，領導抵抗運動。 |
| 馬文·坎薩林     | 伊斯梅爾·葛雷哥／沙巴克              | 傭兵組織「國際幫」卡哈達分支的領導者，被提斯-亞當所殺的國王最後的後裔。其沙巴克之力來自地獄中最強大的六大惡魔，包括撒旦的力氣、艾尼的堅不可摧、彼列的智慧、巴力西卜的力量、阿斯摩太的勇氣和克拉泰伊斯（Crateis）的速度。 |
| 昆塔莎·斯溫德爾 | 瑪克辛·亨克爾／旋風                  | 美國正義協會的成員，在年輕時被一名科學家將納米科技注入體內，因而獲得操縱颶風的能力。身為「紅色龍捲風」阿比蓋爾·馬·亨克爾的外孫女，她力求不辜負家族的超級英雄聲望。斯溫德爾在設計角色的動作時研究了舞蹈技巧。      |
| 博迪·薩邦圭     | 阿蒙·托馬茲                          | 阿德里安娜的兒子，與亞當成為了好朋友。 |
| 皮爾斯·布洛斯南 | 肯特·尼爾森／命運博士                | 經驗豐富的美國正義協會資深成員，考古學家瑟文·尼爾森（Sven Nelson）的兒子，獲得納布給予的命運魔法頭盔，擁有強大的法力。在另一維度被頭盔選中後掌握了自己的力量，並成為了一名超級英雄。布洛斯南身穿動作捕捉服飾演該角色。       |

此外，莫罕默德·阿瑪爾與詹姆斯·庫薩蒂-莫耶（James Cusati-Moyer）分別飾演阿德里安娜·托馬茲的弟弟卡里姆（Karim）以及二人的同事薩米爾（Samir）。傑倫·克里斯蒂安（Jalon Christian）飾演黑亞當的兒子胡魯特（Hurut），卡哈達的英雄，因心靈純潔而被賦予沙贊之力；烏利·拉圖克夫出演其超級英雄形態。奧德莉婭·哈萊維飾演遇害的亞當之妻。犯罪組織國際幫出現於影片之中。吉蒙·韓蘇、薇拉·戴維絲、珍妮佛·霍蘭德和亨利·卡維爾回歸分別飾演DC擴展宇宙角色巫師沙贊、阿曼達·華勒、艾蜜莉亞·哈考特和「超人」克拉克·肯特。亨利·溫克勒客串飾演上一代「原子粉碎者」阿爾·普拉特，他讓侄子羅斯坦傳承自己的衣缽。

## 製作

### 開發
2000年代初，新線影業打算籌劃一部改編自DC漫畫旗下的超級英雄角色驚奇隊長開發一部以沙贊為主角的電影，但DC漫畫卻因法律版權的問題而無法使用「驚奇隊長」之名，因而將該名角色改稱為沙贊，此名稱源自另一位角色巫師沙贊。2006年4月，彼得·西格爾確定將執導電影。同年，強森與新線影業接觸，有望出演沙贊。2007年11月，強森透露希望能出演電影中的反派角色黑亞當。2009年1月，該項目暫停開發。2014年4月，新線影業的母公司華納兄弟影片和DC漫畫開始籌劃並製作DC擴展宇宙。8月，強森稱自己仍對電影感興趣，但並未決定出演沙贊還是黑亞當。9月，華納兄弟選定強森出演DC擴展宇宙中的黑亞當，該角色計劃於2019年電影《沙贊！》中首次登場。
2017年1月，華納兄弟決定分開講述沙贊和黑亞當的起源故事，從而更好地展現黑亞當從一名超級英雄轉變為一名超級反派的經歷。4月，強森表示黑亞當將會在此後的電影中與沙贊會面。在華納兄弟宣佈開發一部以黑亞當為主角的個人電影後，強森於7月確認將不會出演《沙贊！》，而是在電影《黑亞當》中首次飾演該角色，而以強森為原型的黑亞當全息圖像曾出現於《沙贊！》中。10月，亞當·席堤凱爾被聘為編劇。11月，報道稱黑亞當將提前在2021年的自殺突擊隊重啟電影《自殺突擊隊：集結》中登場，但此計劃於隔年在有望擔當編劇兼導演的蓋文·歐唐納離開後被捨棄。
2018年4月，強森透露席堤凱爾已完成創作劇本，電影預計於2019年開機拍攝。8月底，席堤凱爾提交另一個新劇本草案，正在進一步修改劇本。聯合監製海勒姆·賈西亞透露電影整體基調類似與漫畫原作，充滿暴力元素。12月，強森透露自己將率先完成2019年電影《野蠻遊戲：全面晉級》和2021年電影《紅色通緝令》的拍攝工作，《黑亞當》預計於2019年底開機拍攝。
2019年6月，贊美·哥勒-施拉確定執導影片，強森、海勒姆·賈西亞、丹妮·賈西亞、比尤·弗林和史考特·謝爾頓（Scott Sheldon）擔當聯合監製，製作公司包括華納兄弟影片、新線影業、七美金影業和弗林影業。10月，電影計劃於2020年7月在喬治亞州開機，2021年12月22日在美國首映。強森透露，DC漫畫中的多名角色以及美國正義協會成員將出現於電影之中。

### 前期製作
2020年4月中旬，受2019冠狀病毒病疫情影響，製作組延遲開機。6月，製作組原計劃延遲至8月在喬治亞州亞特蘭大開機拍攝。7月，諾亞·森迪尼奧確定出演「原子粉碎者」阿爾伯特·羅斯坦，開機時間推遲至2021年初期。8月，強森在DC粉絲圓頂上透露美國正義協會成員鷹俠、命運博士和旋風確定出現於影片之中。鷹女俠將不會出現於影片之中，強森透露早期劇本中包括鷹女俠，但最終被旋風替代。
9月，羅里·海恩斯（Rory Haines）和索赫拉布·諾希爾瓦尼（Sohrab Noshirvani）確定參與創作新劇本，奧迪斯·霍吉確定出演「鷹俠」卡特·哈爾。10月，受2019冠狀病毒病疫情影響，華納將《黑亞當》撤檔。同月，莎拉·夏希確定參演影片，出演阿德里安娜·托馬茲。12月，昆塔莎·斯溫德爾確定出演「旋風」瑪克辛·亨克爾。同月，報道稱影片有望於2021年3月開機。2021年2月，馬文·坎薩林確定參演影片。製作組於2021年3月開始佈置片場。3月，皮爾斯·布洛斯南確定出演「命運博士」肯特·奈爾森，影片的美國上映日期被推遲至2022年7月29日。4月，詹姆斯·庫薩蒂-莫耶、菩提·薩邦吉、莫罕默德·阿瑪爾和烏利·拉圖克夫確定參演影片。
亨利·卡維爾在片尾彩蛋中回歸出演DC擴展宇宙角色「超人」克拉克·肯特，這標誌著卡維爾在2017年電影《正義聯盟》後首次為該角色進行拍攝；強森指七美金影業在華納兄弟與卡維爾之間的重新談判中發揮了不可或缺的作用。強森此前曾向DC影業總裁濱田沃特提交他為卡維爾回歸飾演該角色所撰寫的故事提案，但遭到了對其他超人項目自有盤算的沃特拒絕。

### 拍攝
電影的主體拍攝原計劃於2020年7月開機。2020年4月，受2019冠狀病毒病疫情影響，拍攝工作延後至2020年8月或9月。7月，開機日期再次推遲至2021年初。製作組於2021年4月9日在喬治亞州亞特蘭大開機拍攝。勞倫斯·沙爾擔當攝影指導。6月20日，巨石強森透露拍攝作業尚需三週時間完成。7月15日，強森表示他的戲份已拍攝完畢。製作組其後轉移到洛杉磯繼續進行了幾個星期的拍攝，並於8月15日正式殺青。
片尾彩蛋分開拍攝，強森是在一天的重拍與額外攝影結束時拍攝的。下一部分使用了替身拍攝，並未顯示演員的臉部。沙爾指該版本的場景放在了試映中，並得到了正面的迴響，卡維爾的回歸因而再邁出了一步；強森就此接觸了華納兄弟電影集團聯合主席邁克爾·德·盧卡和帕梅拉·艾比迪（Pamela Abdy），並獲批准落實。該場景的最終版本於2022年9月在電影上映前的一個月在倫敦遠程拍攝。

### 後期製作
此前參與製作2017年電影《神力女超人》的比爾·威斯坦霍佛擔當後期視覺特效總監，约翰·李（John Lee）和邁克爾·L·塞爾（Michael L. Sale）擔當後期剪接師。後期特效製作公司包括维塔数码、UPP、數字王國、雙重否定、蒂貝特工作室和。
2022年3月，華納因應疫情對特效製作公司工作量的影響，推遲影片的美國上映日期至2022年10月21日，《閃電俠》和《水行俠2》亦順延至2023年上映，以預留時間完成特效製作。據報三石製片廠大部分工作室空間，都被製作中的2023年漫威电影宇宙第五階段電影《星際異攻隊3》佔用，因此《黑亞當》原定於2022年2月的重拍需推遲，成為了電影延期的另一原因。《星際異攻隊3》拍攝完畢後，《黑亞當》的重拍工作於5月初展開，並於大概一個月後完成。綠燈下達時的預算為1.9億美元，但重拍工作最終導致了電影的成本激增至2.6億美元。2022年7月，哥勒-施拉確認電影的製作與精剪已完成。
最終的劇作署名之位授予了席堤凱爾、海恩斯和諾希爾瓦尼，而額外的文學素材署名則歸於大衛·萊斯利·強森-麥古德瑞克。2022年10月，吉蒙·韓蘇和珍妮佛·霍蘭德確認回歸分別飾演2019年電影《沙贊》中的角色巫師沙贊和2021年電影《自殺突擊隊：集結》中的角色艾蜜莉亞·哈考特（Emilia Harcourt）。電影最初因為一些死亡場景而被評級為限制級，因此電影在進行大量剪輯後才獲評級為PG-13。

### 音樂
2022年7月，曾為《黑暗騎士三部曲》進行額外配樂以及為《樂高蝙蝠俠電影》作曲的洛恩·巴爾夫擔當電影的配樂師。黑亞當與正義協會的主題曲分別於9月30日和10月5日以單曲形式由水塔音樂發行，電影的音樂原聲帶則於10月21日發行。此外，片尾彩蛋中的背景音樂為約翰·威廉士所創作的超人主題音樂，卡維爾指並未選擇漢斯·季默所創作的主題音樂是因為觀眾辨識度比前者低。
| 《黑亞當》原聲帶 | 《黑亞當》原聲帶                          | 《黑亞當》原聲帶 |
| 曲序             | 曲目                                      | 时长             |
| ---------------- | ----------------------------------------- | ---------------- |
| 1.               | Teth-Adam                                 | 3:33             |
| 2.               | Kahndaq                                   | 6:09             |
| 3.               | The Awakening                             | 3:04             |
| 4.               | The Revolution Starts                     | 1:29             |
| 5.               | Introducing the JSA                       | 4:41             |
| 6.               | Shaza-Superman                            | 2:23             |
| 7.               | Our Only Hope                             | 2:06             |
| 8.               | Change Your Name                          | 1:27             |
| 9.               | What Kind of Magic?                       | 2:10             |
| 10.              | Is It the Champion?                       | 0:57             |
| 11.              | Your Enemies                              | 1:50             |
| 12.              | Black Adam Spotted                        | 1:37             |
| 13.              | Not Interested                            | 1:41             |
| 14.              | Just Say Shazam                           | 4:11             |
| 15.              | Ancient Palace                            | 3:15             |
| 16.              | Little Man                                | 1:40             |
| 17.              | Time to Go                                | 1:35             |
| 18.              | Release Him                               | 0:56             |
| 19.              | Father & Son                              | 3:36             |
| 20.              | Black Adam Theme                          | 3:57             |
| 21.              | Fly Bikes                                 | 3:25             |
| 22.              | Nanobots                                  | 1:33             |
| 23.              | Through the Wall                          | 2:54             |
| 24.              | 23 lbs. of Eternium                       | 2:27             |
| 25.              | Is This is End?                           | 2:05             |
| 26.              | It Was Him                                | 5:49             |
| 27.              | Lake Baikal                               | 2:59             |
| 28.              | Capes and Corpses                         | 1:07             |
| 29.              | Hawkman's Fate                            | 2:10             |
| 30.              | The JSA Fights Back                       | 2:12             |
| 31.              | A Bad Plan Is a Good Plan                 | 1:56             |
| 32.              | Dr. Fate                                  | 1:20             |
| 33.              | Prison Break                              | 2:35             |
| 34.              | Wet Rocks                                 | 0:54             |
| 35.              | Not a Hero                                | 1:22             |
| 36.              | The Doctor's Destiny                      | 0:55             |
| 37.              | Slave Champion                            | 1:27             |
| 38.              | Legions of Hell                           | 2:17             |
| 39.              | The Man in Black                          | 0:46             |
| 40.              | Adam's Journey                            | 3:50             |
| 41.              | The Justice Society Theme                 | 5:12             |
| 42.              | Black Adam Theme（iZNiiK Remix）          | 4:01             |
| 43.              | The Justice Society Theme（iZNiiK Remix） | 3:52             |
| 总时长：         | 总时长：                                  | 1:49:00          |

其他出現於電影中的歌曲包括：非凡人物樂團的歌曲〈有蝴蝶翅膀的子彈〉、滾石樂隊的歌曲、玩家合唱團的歌曲〈寶貝回來吧〉、1966年電影《黃昏三鏢客》中恩尼奥·莫里科内的歌曲、肯伊·威斯特與Dwele的歌曲，以及艾瑞克·柴恩（Eric Zayne）的歌曲。

## 市場營銷
2020年8月，巨石強森在DC粉絲圓頂釋出影片的概念宣傳圖和動畫宣傳短片，同時公布多名美國正義協會的成員將出現於電影之中。2021年3月28日，華納宣布電影推遲至2022年7月29日在美國上映，並在國家大學體育協會籃球半決賽期間播出預告短片，同時在紐約時代廣場的室外廣告牌上宣傳電影。2021年10月，電影在DC粉絲圓頂上進行了宣傳，強森展示電影介紹黑亞當的開場。2022年2月，華納兄弟發佈的2022年DC電影作品合集中包含了《黑亞當》的一些鏡頭。4月，強森、森迪尼奧和斯溫德爾在電影博覽的華納兄弟座談會上為電影作宣傳，並發布了電影的前導預告。2022年6月8日，華納釋出正式預告。7月，導演與一眾演員在聖地亞哥國際漫畫展中釋出了獨家片段，電影亦與ZOA能量飲料合作推出了獨家特別版廣告。其後，DC漫畫於7月5日至10月4日間發佈了一系列聚焦於美國正義協會各成員的單篇漫畫。

## 發行
《黑亞當》由華納兄弟發行，原計劃於2021年12月22日在美國首映。受2019冠狀病毒病疫情影響，影片的美國上映日期被推遲至2022年7月29日。2022年3月9日，華納因應疫情對特效製作公司工作量的影響，推遲影片的美國上映日期至2022年10月21日。
《黑亞當》於2022年10月3日在墨西哥城舉行了全球首映，亦於10月12日至20日之間在紐約、多倫多、倫敦、亞特蘭大、邁阿密、馬德里和洛杉磯等地上映，並於10月21日正式在美國院線上映。電影為DC影業於2022年11月被重組成DC工作室前的最後一部DC擴展宇宙作品。
電影於2022年11月22日和12月16日分別在隨選視訊平台和HBO Max上發行。電影上映首兩週在ITunes上排首位，上映首四週在Google Play和Vudu上排首位，並空降Redbox數據圖表首位。據調查，電影於HBO Max上線的首三天有120萬美國觀眾觀看，人數落後於其他近期的超級英雄電影。
DVD、藍光光碟和4K版於2023年1月3日發佈，加值隨選視訊、4K版和藍光光碟的組合包含有十條額外片段。發佈首三週在NPD集團物理視頻銷售榜及藍光光碟銷售榜圖表排首位。

## 迴響

### 評價
根据評論匯總网站爛番茄汇总的304篇评论文章，38%的评论家给予该作正面评价，平均打分为5.1分（满分10分）。该网站总结的评论家共识是“《黑亞當》最終可能會為 DC 電影指明令人興奮的未來，但作為一種獨立的體驗，這是一個非常不平衡的失望”。在Metacritic網站上，《黑亞當》則獲得41/100分（52位影評人）。在開畫首週末，受影院評分、PostTrak和爛番茄調查的觀眾對電影的平均評分分別為“B+”、4/5☆和88%（4.4/5分）。

### 票房
《黑亞當》在北美地區的票房收入為1.681億美元，在其他地區為2.248億美元，全球總票房為3.929億美元。
北美方面，《黑亞當》與《幸福入場券》同期上映，在電影上映前稱影片首週末在4402所戲院開畫的票房預計落在5800萬至6800萬美元之間。影片上映首日收穫2670萬美元（含周四晚點映的760萬美元），超越了上映首日收穫2040萬美元的《沙贊！》；開畫週末收穫6700萬美元，創下強森職業生涯的新高，並在票房榜登頂，亦創下影史上第五高的10月開畫週末票房成績。開畫次周末收穫2770萬美元，比首周末票房下降了59%，票房榜榜首之位則維持不變。第三周末收穫1830萬美元，比次周末票房下降了33%，票房榜榜首之位仍維持不變。第四周末收穫810萬美元，比第三周末票房下降了56%，票房榜榜首之位亦被漫威電影宇宙電影《黑豹2：瓦干達萬歲》取代。
影片在76個海外市場上映首五日收穫7590萬美元，是2019冠狀病毒病疫情期間拉丁美洲的華納兄弟發行電影中第三高、巴西的第二高（490萬美元）、馬來西亞（220萬美元）、印尼（290萬美元）和菲律賓（100萬美元）的最高，2022年台灣的華納兄弟發行電影之首（200萬美元），以及印度影史上華納兄弟發行電影的第五高（350萬美元）。開畫次周末收穫3900萬美元，比首周末票房下降了45%。第三周末收穫2620萬美元，比次周末票房下降了34%。第四周末收穫930萬美元，比第三周末票房下降了63%。電影於日本的開畫周末票房達120萬美元。
一些報導稱電影為票房炸彈，《好萊塢報導》指即使將輔助收入計算在內，假如電影成功回本，將會是一件幸運的事。《綜藝》估計電影在收支平衡點為6億美元的情況下將虧損0.5至1億美元，而華納兄弟則表示最初的收支平衡點為4.5億美元，但該數字因家庭媒體輔助收入的增長和營銷成本較低而有所下降。《Deadline》估計電影最終將收獲5200至7200萬美元的利潤，首先是因為營銷成本較低、大概為80至100萬美元（一部分營銷工作通過強森的社交媒體帳戶進行），其次是來自加值隨選視訊和串流媒體的輔助收入增加，最後是公司能獨佔所有票房收入。後來，媒體公司《Puck》的一份報告指幾位華納高管懷疑強森和他的團隊向《Deadline》洩露了一份據稱是財務報表的文件，當中包含不准確的數字，包括營銷成本、誇大的家庭娛樂收益以及不准確的電影利率。
| 上一届： 《月光光新慌慌：萬聖結》 | 2022年美國週末票房冠軍 第42-44週 | 下一届： 《黑豹2：瓦干達萬歲》 |
| 上一届： 《飯戲攻心》             | 2022年香港一週票房冠軍 第42-43週 | 下一届： 《正義迴廊》          |
| 上一届： 《飯戲攻心》             | 2022年香港週末票房冠軍 第43-44週 | 下一届： 《正義迴廊》          |
| 上一届： 《幸福入場券》           | 2022年台北週末票房冠軍 第43-45週 | 下一届： 《黑豹2：瓦干達萬歲》 |

### 榮譽
| 奖名                       | 颁奖日期       | 项目                     | 提名人                                                                    | 结果 | 参考            |
| -------------------------- | -------------- | ------------------------ | ------------------------------------------------------------------------- | ---- | --------------- |
| 好萊塢傳媒音樂大獎         | 2022年11月16日 | 最佳科幻∕奇幻片原創配樂  | 洛恩·巴爾夫                                                               | 提名 | [ 145 ]         |
| 人民選擇獎                 | 2022年12月6日  | 2022年度動作片           | 《黑亞當》                                                                | 提名 | [ 146 ]         |
| 人民選擇獎                 | 2022年12月6日  | 2022年度男影星           | 巨石強森                                                                  | 提名 | [ 146 ]         |
| 人民選擇獎                 | 2022年12月6日  | 2022年度動作影星         | 巨石強森                                                                  | 提名 | [ 146 ]         |
| 北卡羅萊納影評人協會獎（North Carolina Film Critics Association Awards） | 2023年1月3日   | 紀念肯·漢克柏油腳跟獎    | 奧迪斯·霍吉                                                               | 提名 | [ 147 ]         |
| 黑膠卷獎                   | 2023年2月6日   | 最佳突破女演員           | 昆塔莎·斯溫德爾                                                           | 提名 | [ 148 ] [ 149 ] |
| 視覺效果協會獎             | 2023年2月15日  | 最佳真人電影（現場）特效 | J·D·施瓦姆 （ 英语 ： J.D. Schwalm） 尼克·蘭德（ ） 安德魯·海德（ ） 安迪·羅伯特（ ） | 提名 | [ 150 ]         |
| 兒童                       | 2023年3月4日   | 最喜愛電影               | 《黑亞當》                                                                | 提名 | [ 151 ] [ 152 ] |
| 兒童                       | 2023年3月4日   | 最喜愛電影男演員         | 巨石強森                                                                  | 獲獎 | [ 151 ] [ 152 ] |
| 愛爾蘭影視學院影劇獎       | 2023年5月7日   | 最佳男配角               | 皮爾斯·布洛斯南                                                           | 待定 | [ 153 ]         |

## 未來計劃
2015年2月，巨石強森向《Total Film》透露黑亞當在未來將會與蝙蝠俠或超人對決。2017年4月，強森表示DC正計劃讓黑亞當在此後的電影中與沙贊會面。2018年4月，在DC擴展宇宙中飾演超人的亨利·卡維爾表示黑亞當與沙贊會面後將遇上超人。2021年5月，製片人丹妮·賈西亞透露強森和其他製片人計劃在“與DC的長期關係中”製作多部黑亞當電影，並在7月重申超人和黑亞當有可能在未來項目中會面。11月，製片人海勒姆·賈西亞（Hiram Garcia）指已制定大綱的黑亞當與美國正義協會未來電影和衍生作品是否落實將取決於《黑亞當》的成績，其後補充道沙贊和超人之外的其他角色皆是黑亞當未來的潛在對手。2022年10月，強森確認了黑亞當在DC擴展宇宙中與超人對戰的計劃，並再次確認了該角色與沙贊進行跨界的計劃，他亦在一次訪談中表示該角色將與DC擴展宇宙的不同角色進行聯動，或者以跨界的方式與存在於各自獨立宇宙中的角色（蝙蝠俠和小丑）在多重宇宙中會面。
強森又指《黑亞當》是DC擴展宇宙新故事線第一階段的首部電影，此外亦確認「命運博士」肯特·尼爾森將會在未來回歸。海勒姆·賈西亞與另一位製片人比尤·弗林向《ComicBook.com》確認正在計劃盡快製作續集，作為超人與黑亞當兩強決鬥的伏線。卡維爾本人於2022年10月24日證實他將繼續參與DC擴展宇宙的整體。12月，製片人兼金融家喬·辛格（Joe Singer）向《Deadline》表示相信電影將通過加值隨選視訊和家庭媒體銷售獲利，並指續集已進入商談階段；同月中旬，隨着新任DC工作室聯合詹姆斯·岡恩決定在未來重啟超人，卡維爾宣佈他將不再出演該角色；同月20日，強森確認《黑亞當》續集不在岡恩的短期計劃中，並補充道他和華納將繼續探索黑亞當在未來DC多元宇宙故事中能發揮最大效益的方式；岡恩回應指期待未來與強森和七美金影業的合作。

## 資料來源
1. ↑  Moreau, Jordan. . Variety. 2022-10-24  [2022-10-21]. （原始内容存档于2022-10-23）.
2. ↑  McCarthy, Todd. . Deadline Hollywood. 2022-10-18  [2022-10-24]. （原始内容存档于2022-10-23）.
3. 1 2  Kit, Borys. . The Hollywood Reporter. 2022-12-07  [2022-12-07]. （原始内容存档于2022-12-08）.
4. 1 2 3  Couch, Aaron; Broys, Kit. . The Hollywood Reporter. 2022-12-20  [2022-12-20]. （原始内容存档于2023-01-04）.
5. 1 2  . Box Office Mojo. IMDb.   [2023-01-05].
6. 1 2 3  Black Adam (2022) - Financial information at The Numbers. Nash Information Services, LLC. Retrieved 2023-01-05.
7. 1 2  Kit, Borys. . The Hollywood Reporter. 2017-01-19  [2017-03-18]. （原始内容存档于2017-02-01） （美国英语）.
8. 1 2 3 4  D'Alessandro, Anthony. . Deadline Hollywood. 2020-08-22  [2020-08-22]. （原始内容存档于2020-08-22） （美国英语）.
9. 1 2 3  Kit, Borys; Galuppo, Mia. . The Hollywood Reporter. 2020-09-25  [2020-09-25]. （原始内容存档于2020-09-25） （美国英语）.
10. 1 2  Johnson, Dwayne [@therock]. . 2020-09-25  [2020-09-25]. （原始内容存档于2020-09-25） –Instagram （美国英语）.
11. ↑  Oddo, Marco Vito. . Collider. 2022-10-22  [2022-10-22]. （原始内容存档于2022-10-23）.
12. 1 2  Kit, Borys. . The Hollywood Reporter. 2020-07-16  [2020-07-16]. （原始内容存档于2020-07-16） （美国英语）.
13. 1 2 3  Lapin-Bertone, Joshua. . DC.com. 2022-10-21  [2022-10-26]. （原始内容存档于2022-10-27）.
14. 1 2  Gonzalez, Umberto. . TheWrap. 2020-10-14  [2021-04-10]. （原始内容存档于2020-10-16）.
15. 1 2  Kit, Borys. . The Hollywood Reporter. 2021-02-17  [2021-02-17]. （原始内容存档于2021-02-17） （美国英语）.
16. ↑  St. Peters, Joel. . CBR. 2022-08-16  [2022-08-16]. （原始内容存档于2022-10-18）.
17. 1 2  Davids, Brian. . The Hollywood Reporter. 2021-07-06  [2021-07-07]. （原始内容存档于2021-07-06） （美国英语）.
18. 1 2  Kit, Borys. . The Hollywood Reporter. 2020-12-14  [2020-12-14]. （原始内容存档于2020-12-14） （美国英语）.
19. ↑  Anderson, Jenna. . ComicBook.com. 2022-10-12  [2022-10-12]. （原始内容存档于2022-10-18）.
20. ↑  Busch, Jenna. . /Film. 2022-10-10  [2022-10-13]. （原始内容存档于2022-10-10）.
21. 1 2  Kit, Borys. . The Hollywood Reporter. 2021-04-08  [2021-04-08]. （原始内容存档于2021-04-08） （美国英语）.
22. 1 2  Kit, Borys. . The Hollywood Reporter. 2021-03-24  [2021-03-24]. （原始内容存档于2021-03-24） （美国英语）.
23. ↑  Jirak, Jamie. . ComicBook.com. 2021-06-20  [2021-06-21]. （原始内容存档于2021-06-21） （美国英语）.
24. 1 2  D'Alessandro, Anthony. . Deadline Hollywood. 2021-04-13  [2021-04-13]. （原始内容存档于2021-04-14） （美国英语）.
25. 1 2  D'Alessandro, Anthony. . Deadline Hollywood. 2021-04-07  [2021-04-07]. （原始内容存档于2021-04-07） （美国英语）.
26. 1 2  D'Alessandro, Anthony. . Deadline Hollywood. 2021-04-29  [2021-04-29]. （原始内容存档于2021-04-29） （美国英语）.
27. ↑  Abdulbaki, Mae. . ScreenRant. 2022-10-20  [2022-10-26]. （原始内容存档于2022-10-22）.
28. 1 2  Fay Watson. . Total Film. GamesRadar+. 2022-10-21  [2022-10-23]. （原始内容存档于2022-10-23）.
29. 1 2  D'Alessandro, Anthony; Fleming, Ryan; Grobar, Matt. . Deadline Hollywood. 2022-07-23  [2022-08-01]. （原始内容存档于2022-07-23）.
30. 1 2  . MaxBlizz. 2022-10-11  [2022-10-11]. （原始内容存档于2022-10-11）.
31. ↑  Entertainment Tonight [@etnow].  (推文). 2022-10-12  [2022-10-23] –Twitter.
32. ↑  Dominguez, Noah. . CBR. 2022-10-12  [2022-10-12]. （原始内容存档于2022-10-23）.
33. ↑  Busch, Jenna. . /Film. 2022-10-21  [2022-10-23]. （原始内容存档于2022-10-21）.
34. ↑  August, John. . johnaugust.com. 2007-03-09  [2021-04-10]. （原始内容存档于2011-10-14） （美国英语）.
35. ↑  . Total Film. GamesRadar+. 2006-04-13  [2021-04-10]. （原始内容存档于2021-04-11） （美国英语）.
36. ↑  Sciretta, Peter. . /Film. 2007-11-02  [2021-04-10]. （原始内容存档于2021-04-01） （美国英语）.
37. ↑  August, John. . johnaugust.com. 2009-01-05  [2018-07-26]. （原始内容存档于2018-02-12） （美国英语）.
38. ↑  Fritz, Ben. . WSJ. 2014-04-28  [2021-04-10]. （原始内容存档于2021-04-10） （美国英语）.
39. ↑  . Associated Press. 2014-08-19  [2021-04-11]. （原始内容存档于2014-08-20） –U.S. News （美国英语）.
40. ↑  Kroll, Justin. . Variety. 2014-09-03  [2017-05-05]. （原始内容存档于2014-09-05） （美国英语）.
41. 1 2  Bell, Crystal. . MTV. 2017-04-10  [2018-12-03]. （原始内容存档于2018-10-16） （美国英语）.
42. ↑  Hood, Cooper. . Screen Rant. 2017-07-21  [2017-09-20]. （原始内容存档于2017-07-25） （美国英语）.
43. ↑  Cardona, Ian. . CBR. 2019-04-05  [2019-11-28]. （原始内容存档于2019-04-12） （美国英语）.
44. ↑  Sneider, Jeff. . Tracking-board.com. 2017-10-31  [2018-03-29]. （原始内容存档于2018-03-24） （美国英语）.
45. ↑  Gonzalez, Umberto. . TheWrap. 2017-11-07  [2018-04-15]. （原始内容存档于2018-04-14） （美国英语）.
46. ↑  Hood, Cooper. . Screen Rant. 2020-10-31  [2020-11-12]. （原始内容存档于2020-11-12） （美国英语）.
47. ↑  Evry, Max. . ComingSoon.net. 2018-04-11  [2018-04-14]. （原始内容存档于2018-04-14） （美国英语）.
48. 1 2  Chitwood, Adam. . Collider. 2018-08-28  [2018-08-30]. （原始内容存档于2018-08-30） （美国英语）.
49. 1 2  Morrison, Matt. . Screen Rant. 2018-07-10  [2018-12-03]. （原始内容存档于2018-10-16） （美国英语）.
50. ↑  Kroll, Justin. . Variety. 2019-06-07  [2019-06-07]. （原始内容存档于2019-06-07） （美国英语）.
51. ↑  Katz, Brandon. . Observer. 2019-06-07  [2019-06-07]. （原始内容存档于2019-06-07） （美国英语）.
52. 1 2  Travis, Ben. . Empire. 2019-10-18  [2019-10-18]. （原始内容存档于2019-10-18） （美国英语）.
53. 1 2  Couch, Aaron; McMillan, Graeme. . The Hollywood Reporter. 2019-11-14  [2019-11-22]. （原始内容存档于2019-11-14） （美国英语）.
54. ↑  Dyce, Andrew. . Screen Rant. 2019-11-21  [2019-11-22]. （原始内容存档于2019-11-22） （美国英语）.
55. 1 2  Barnhardt, Adam. . ComicBook.com. 2020-04-13  [2020-04-13]. （原始内容存档于2020-04-16） （美国英语）.
56. ↑  . Projectcasting.com. 2020-06-27  [2021-02-03]. （原始内容存档于2020-08-09） （美国英语）.
57. 1 2  D'Alessandro, Anthony. . Deadline Hollywood. 2020-07-16  [2020-07-16]. （原始内容存档于2020-07-17） （美国英语）.
58. ↑  Galanis, Evangelina. . CBR. 2020-08-23  [2020-08-24]. （原始内容存档于2020-08-24） （美国英语）.
59. ↑  D'Alessandro, Anthony. . Deadline Hollywood. 2020-10-05  [2020-10-05]. （原始内容存档于2020-10-06） （美国英语）.
60. ↑  Clark, Jeff. . Stomp And Stammer. 2021-01-26  [2021-02-03]. （原始内容存档于2021-01-26） （美国英语）.
61. ↑  Johnson, Dwayne [@TheRock].  (推文). 2021-02-17  [2021-02-17]. （原始内容存档于2021-02-17） –Twitter （美国英语）.
62. ↑  Anderson, Jenna. . ComicBook.com. 2021-03-14  [2021-03-14]. （原始内容存档于2021-03-14） （美国英语）.
63. 1 2  D'Alessandro, Anthony. . Deadline Hollywood. 2021-03-28  [2021-03-28]. （原始内容存档于2021-03-28） （美国英语）.
64. ↑  Kit, Borys. . The Hollywood Reporter. 2022-10-17  [2022-10-26]. （原始内容存档于2022-10-23）.
65. ↑  The Tonight Show [@FallonTonight].  (推文). 2022-10-12  [2022-10-23] –Twitter.
66. ↑  Albers, Caitlin. . Collider. 2021-04-10  [2021-04-10]. （原始内容存档于2021-04-10） （美国英语）.
67. ↑  . Production List. 2021-03-01  [2021-03-01]. （原始内容存档于2021-03-01） （美国英语）.
68. ↑  Davis, Brandon. . ComicBook.com. 2021-03-02  [2021-03-02]. （原始内容存档于2021-03-02） （美国英语）.
69. ↑  Davis, Brandon. . ComicBook.com. 2020-02-10  [2020-08-27]. （原始内容存档于2020-08-27） （美国英语）.
70. ↑  Ong-Pizarro, Abigail. . Screen Rant. 2021-06-20  [2021-06-21]. （原始内容存档于2021-06-21） （美国英语）.
71. ↑  Anderson, Jenna. . ComicBook.com. 2021-07-15  [2022-05-13]. （原始内容存档于2021-07-16）.
72. ↑  Anderson, Jenna. . ComicBook.com. 2021-07-25  [2021-07-25]. （原始内容存档于2021-07-26）.
73. ↑  Ho, Rodney. . AJC.com（英语：The Atlanta Journal-Constitution）. 2021-08-15  [2022-05-13]. （原始内容存档于2021-08-27）.
74. ↑  Couch, Aaron. . The Hollywood Reporter. 2022-10-22  [2022-10-26]. （原始内容存档于2022-10-23）.
75. ↑  . John Hughes Institute.   [2021-04-18]. （原始内容存档于2021-04-18） （美国英语）.
76. ↑  Anderson, Jenna. . ComicBook.com. 2022-01-08  [2022-05-13]. （原始内容存档于2022-01-08）.
77. ↑  Marathe, Parth. . Craft Services (). 2021-08-15.  事件发生在 18:25  [2022-05-13]. （原始内容存档于2022-05-14） –Sounder FM.
78. ↑   (PDF). Gersh.   [2022-05-13]. （原始内容存档 (PDF)于2022-05-14）.
79. ↑  Amaya, Erik. . Rotten Tomatoes. 2022-06-08  [2022-07-05]. （原始内容存档于2022-07-09）.
80. ↑  Frei, Vincent. . Art of VFX. 2022-06-09  [2022-07-17]. （原始内容存档于2022-07-17）.
81. 1 2 3  Pedersen, Erik. . Deadline Hollywood. 2022-03-09  [2022-03-09]. （原始内容存档于2022-03-11） （美国英语）.
82. ↑  Liu, Narayan. . CBR. 2022-04-17  [2022-05-12]. （原始内容存档于2022-04-17）.
83. ↑  Chichizola, Corey. . CinemaBlend. 2022-05-06  [2022-05-08]. （原始内容存档于2022-05-06）.
84. ↑  Libbey, Dirk. . CinemaBlend. 2022-06-09  [2022-06-19]. （原始内容存档于2022-06-09）.
85. ↑  Fink, Richard. . Screen Rant. 2022-07-24  [2022-08-01]. （原始内容存档于2022-07-24）.
86. ↑  . WGAE.   [2022-08-10]. （原始内容存档于2022-08-12）.
87. ↑  . Streamr. 2021-07-26  [2022-10-09]. （原始内容存档于2022-10-12）.
88. ↑  Oddo, Marco Vito. . Collider. 2022-10-17  [2022-10-26]. （原始内容存档于2022-10-23）.
89. ↑  Kazi, Safeeyah. . Collider. 2022-10-01  [2022-10-31]. （原始内容存档于2022-10-31） （美国英语）.
90. ↑  . Film Music Reporter. 2022-07-23  [2022-09-03]. （原始内容存档于2022-07-23）.
91. ↑  . Film Music Reporter. 2022-09-30  [2022-10-01]. （原始内容存档于2022-10-01）.
92. ↑  Anderson, Jenna. . ComicBook.com. 2022-10-05  [2022-10-07]. （原始内容存档于2022-10-07）.
93. ↑  . Film Music Reporter. 2022-10-13  [2022-10-23]. （原始内容存档于2022-10-23）.
94. ↑  Holmes, Adam. . CinemaBlend. 2022-10-28  [2022-10-31]. （原始内容存档于2022-10-28）.
95. ↑  . Radio Times.   [2022-10-31]. （原始内容存档于2022-11-14） （英语）.
96. ↑  Kazi, Safeeyah. . Collider. 2022-10-31  [2022-10-31]. （原始内容存档于2022-11-17） （美国英语）.
97. ↑  Lane, Carly. . Collider. 2021-03-28  [2021-04-11]. （原始内容存档于2021-03-28） （美国英语）.
98. ↑  Serrels, Mark. . CNET. 2021-03-28  [2021-04-11]. （原始内容存档于2021-03-28） （美国英语）.
99. ↑  Reimann, Tom. . Collider. 2021-10-16  [2021-10-17]. （原始内容存档于2021-10-16）.
100. ↑  Lincoln, Ross A. . TheWrap. 2021-10-16  [2021-10-17]. （原始内容存档于2021-10-17）.
101. ↑  Hughes, William. . The A.V. Club. 2021-10-16  [2021-10-17]. （原始内容存档于2021-10-16）.
102. ↑  Patches, Matt. . Polygon. 2021-10-16  [2021-10-17]. （原始内容存档于2021-10-16）.
103. ↑  Grobar, Matt. . Deadline Hollywood. 2022-02-11  [2022-02-11]. （原始内容存档于2022-02-11）.
104. ↑  Gardner, Chris; McClintock, Pamela; Giardina, Carolyn. . The Hollywood Reporter. 2022-04-26  [2022-04-27]. （原始内容存档于2022-04-27）.
105. ↑  Mier, Tomás. . Rolling Stone. 2022-06-08  [2022-06-08]. （原始内容存档于2022-06-08）.
106. ↑  Grantham-Philips, Wyatte. . Variety. 2022-06-08  [2022-06-08]. （原始内容存档于2022-06-08）.
107. ↑  Cooper, Gael Fashingbauer. . CNET. 2022-06-09  [2022-06-10]. （原始内容存档于2022-06-10）.
108. ↑  Oddo, Marco Vito. . Collider. 2022-07-19  [2022-08-01]. （原始内容存档于2022-07-19）.
109. ↑  . DC Comics. 2022-06-09  [2022-06-11]. （原始内容存档于2022-06-10）.
110. ↑  Anderson, Jenna. . ComicBook.com. 2022-09-27  [2022-09-29]. （原始内容存档于2022-09-29）.
111. ↑  Couch, Aaron; Kit, Borys. . The Hollywood Reporter. 2022-10-25  [2022-10-25]. （原始内容存档于2022-10-25） （美国英语）.
112. 1 2  D'Alessandro, Anthony. . Deadline Hollywood. 2022-12-07  [2022-12-07]. （原始内容存档于2023-01-08）.
113. ↑  King, Aidan. . Collider. 2022-11-21  [2022-11-21]. （原始内容存档于2022-12-13）.
114. ↑  Brueggemann, Tom. . IndieWire. 2022-11-29  [2022-12-04]. （原始内容存档于2022-12-04）.
115. ↑  Brueggemann, Tom. . IndieWire. 2022-12-06  [2022-12-08]. （原始内容存档于2022-12-08）.
116. ↑  Brueggemann, Tom. . IndieWire. 2022-12-13  [2022-12-14]. （原始内容存档于2022-12-20）.
117. ↑  Brueggemann, Tom. . Indiewire. 2022-12-19  [2022-12-20]. （原始内容存档于2022-12-27）.
118. ↑  Latchem, John. . Media Play News. 2022-11-29  [2022-12-14]. （原始内容存档于2022-12-15）.
119. ↑  Gruenwedel, Erik. . Media Play News. 2022-12-20  [2022-12-21]. （原始内容存档于2022-12-21）.
120. ↑  Latchem, John. . Media Play News. 2023-02-02  [2023-02-06]. （原始内容存档于2023-03-22）.
121. ↑  . Rotten Tomatoes. Fandango Media.   [2023-02-23].
122. ↑  . Metacritic. Red Ventures.   [2023-01-22].
123. ↑  Stolworthy, Jacob. . The Independent. 2022-10-23  [2022-11-09]. （原始内容存档于2022-11-03）. an impressive audience score of 90 per cent.
124. 1 2  D'Alessandro, Anthony. . Deadline Hollywood. 2022-10-23  [2022-10-23]. （原始内容存档于2022-10-23）.
125. ↑  Sharf, Zack. . Variety. 2022-10-24  [2022-11-20]. （原始内容存档于2022-11-05）.
126. ↑  Tassi, Paul. . Forbes. 2022-10-22  [2022-11-09]. （原始内容存档于2022-10-22）.
127. ↑  Lovett, Jamie. . ComicBook.com. 2022-10-22  [2022-11-20]. （原始内容存档于2022-11-09）.
128. ↑  Shawn Robbins. . Boxoffice Pro. 2022-10-19  [2022-10-23]. （原始内容存档于2022-10-23）.
129. ↑  Jeremy Fuster. . TheWrap. 2022-10-23  [2022-10-23]. （原始内容存档于2022-10-23）.
130. ↑  . Boxoffice Pro. 2022-10-23  [2022-10-25]. （原始内容存档于2022-10-23）.
131. ↑  Childress, Erik. . Rotten Tomatoes (Fandango Media). 2022-10-31  [2022-10-31]. （原始内容存档于2022-11-02） （美国英语）.
132. ↑  Buckley, Thomas. . Bloomberg News. 2022-11-13  [2022-11-14]. （原始内容存档于2022-11-13） （美国英语）.
133. ↑  Nancy Tartaglione. . Deadline Hollywood. 2022-10-25  [2022-10-25]. （原始内容存档于2022-10-23）.
134. ↑  Tartaglione, Nancy. . Deadline Hollywood. 2022-10-30  [2022-10-30]. （原始内容存档于2022-11-28）.
135. ↑  Grant, Charles. . Screen Daily. 2022-11-07  [2022-11-08]. （原始内容存档于2022-11-07）.
136. ↑  Gant, Charles. . Screen Daily. 2022-11-14  [2022-11-14]. （原始内容存档于2022-11-21）.
137. ↑  Lawrence, Daniel David. . Collider. 2022-12-04  [2022-12-06]. （原始内容存档于2022-12-10）.
138. 1 2  Rubin, Rebecca. . Variety. 2022-12-05  [2022-12-05]. （原始内容存档于2023-01-08）.
139. ↑  Hughes, Mark. . Forbes. 2022-11-30  [2022-12-05]. （原始内容存档于2022-12-10）.
140. ↑  O'Neill, Shane. . Looper. 2022-12-05  [2022-12-06]. （原始内容存档于2022-12-29）.
141. ↑  . ComicBook.com. 2022-12-05  [2022-12-06]. （原始内容存档于2022-12-19）.
142. 1 2  D'Alessandro, Anthony. . Deadline Hollywood. 2022-12-07  [2022-12-07]. （原始内容存档于2023-01-08）.
143. ↑  Belloni, Matthew. . Puck. 2022-12-11  [2022-12-12]. （原始内容存档于2023-01-08）.
144. ↑  Thompson, David. . The Direct. 2022-12-13  [2022-12-13]. （原始内容存档于2022-12-19）.
145. ↑  Anderson, Erik. . AwardsWatch. 2022-11-17  [2022-11-18]. （原始内容存档于2022-11-18）.
146. ↑  Piña, Christy. . The Hollywood Reporter. 2022-12-06  [2022-12-07]. （原始内容存档于2022-12-07）.
147. ↑  Anderson, Erik. . Awards Watch. 2023-01-03  [2023-01-04]. （原始内容存档于2023-01-03）.
148. ↑  Complex, Valerie. . Deadline Hollywood. 2022-12-15  [2022-12-25]. （原始内容存档于2022-12-16）.
149. ↑  Complex, Valerie. . Deadline Hollywood. 2023-02-06  [2023-02-07]. （原始内容存档于2023-02-07）.
150. ↑  Giardina, Carolyn. . The Hollywood Reporter. 2023-02-16  [2023-02-16]. （原始内容存档于2023-02-16）.
151. ↑  Petski, Denise. . Deadline Hollywood. 2023-01-31  [2023-02-03]. （原始内容存档于2023-01-31）.
152. ↑  Petski, Denise. . Deadline Hollywood. 2023-03-04  [2023-03-06]. （原始内容存档于2023-03-05）.
153. ↑  Yossman, KJ. . Variety. 2023-03-06  [2023-03-07]. （原始内容存档于2023-03-07）.
154. ↑  . Total Film. GamesRadar+. 2015-02-11  [2022-10-22]. （原始内容存档于2022-10-27）.
155. ↑  Oller, Jacob. . Syfy Wire（英语：Syfy Wire）. 2018-05-01  [2021-06-03]. （原始内容存档于2020-09-25） （美国英语）.
156. ↑  Malkin, Marc. . Variety. 2021-05-26  [2021-06-03]. （原始内容存档于2021-05-26） （美国英语）.
157. ↑  Chitwood, Adam. . Collider. 2021-07-30  [2021-11-11]. （原始内容存档于2021-07-30）.
158. ↑  Lawrence, Gregory. . Collider. 2021-11-05  [2021-11-11]. （原始内容存档于2021-11-05）.
159. ↑  Chitwood, Adam. . TheWrap. 2021-11-10  [2021-11-11]. （原始内容存档于2021-11-10）.
160. ↑  Anderson, Jenna. . ComicBook.com. 2022-10-12  [2022-10-12]. （原始内容存档于2022-10-20）.
161. ↑  Hargrave, Sam. . The Direct. 2022-10-14  [2022-10-15]. （原始内容存档于2022-10-27）.
162. ↑  Bonomolo, Cameron. . ComicBook.com. 2022-10-17  [2022-10-17]. （原始内容存档于2022-10-23）.
163. ↑  Leston, Ryan. . IGN. 2022-10-20  [2022-10-27]. （原始内容存档于2022-10-23）.
164. ↑  TheRock [@TheRock].  (推文). 2022-10-22  [2022-10-23] –Twitter.
165. ↑  Davis, Brandon. . ComicBook.com. 2022-10-21  [2022-10-22]. （原始内容存档于2022-10-29）.
166. ↑  Burlingame, Russ. . ComicBook.com. 2022-10-24  [2022-10-26].
167. ↑  Donnelly, Matt. . Variety. 2022-12-14  [2022-12-14]. （原始内容存档于2023-01-01） （英语）.
168. ↑  Gularte, Alejandra. . Vulture. New York. 2022-12-20  [2022-12-21]. （原始内容存档于2022-12-28）.

## 外部連結
- 互联网电影数据库（IMDb）上《黑亞當》的资料（英文）
- 爛番茄上《黑亞當》的資料（英文）
- AllMovie上《黑亞當》的资料（英文）
- Box Office Mojo上《黑亞當》的資料（英文）
- Metacritic上《黑亞當》的資料（英文）
- 開眼電影網上《黑亞當》的資料（繁體中文）
- Yahoo奇摩電影上《黑亞當》的資料（繁體中文）
- 豆瓣电影上《黑亞當》的資料 （简体中文）
- 时光网上《黑亞當》的資料（简体中文）